# Georg Malmström
Georg Harald Malmström, född 10 april 1912 i Malmö, död 25 december 1983, var en svensk ingenjör.
Han var son till sjökapten K G Malmström och Sigrid Wiens samt gift med Harriet Schenström (1911–1984). Han utbildade sig till flygingenjör i England 1931–1935 och var därefter anställd som biträdande kontrollingenjör vid Flygförvaltningen 1936–1941. Tillsammans med Kurt Björkvall och Åke Forsmark startade han företaget AB Björkvallaflyg 1939. Han var från 1941 anställd som teknisk ledare vid Skandinaviska Aero i Norrtälje. Han var medlem av The Technological Institute of Great Britain. Malmström är begravd på Närtuna kyrkogård.